# Taylor Teagarden
Pour les articles homonymes, voir Teagarden.
Taylor Hill Teagarden (né le 21 décembre 1983 à Dallas, Texas, États-Unis) est un ancien receveur de la Ligue majeure de baseball.

## Carrière
Athlète évoluant pour l'Université du Texas à Austin, Taylor Teagarden est repêché au troisième tour par les Rangers du Texas en 2005.
Il joue son premier match en Ligue majeure avec les Rangers le 18 juillet 2008. En seulement seize matchs avec le club durant cette saison, passée majoritairement en ligues mineures, Teagarden totalise dix-sept points produits et frappe six coups de circuit. Son premier coup sûr en majeure est d'ailleurs un circuit, obtenu à son deuxième match le 20 juillet 2008 aux dépens du lanceur Scott Baker des Twins du Minnesota.
En 2009, Teagarden joue soixante parties comme receveur substitut des Rangers, mais sa moyenne au bâton n'atteint que 0,217. Il claque six circuits et produit vingt-quatre points.
Le 1er décembre 2011, les Rangers échangent Teagarden aux Orioles de Baltimore contre le lanceur des ligues mineures Randy Henry. Après deux saisons (2012 et 2013) avec Baltimore, il évolue quelques matchs pour les Mets de New York en 2014 puis rejoint les Cubs de Chicago avant la saison 2015. Il apparaît dans 8 matchs des Cubs en 2015. 
Le 27 décembre 2015, Taylor Teagarden apparaît, filmé à son insu, dans le reportage The Dark Side: Secrets of the Sports Dopers d'Al Jazeera, où il admet avoir pris pendant deux semaines une hormone de croissance appelée « Delta-2 » qui n'a pas été détectée par le test antidopage du baseball majeur. 

## Jeux olympiques
Taylor Teagarden remporte la médaille de bronze avec l'équipe des États-Unis de baseball aux Jeux olympiques de Pékin en 2008.

## Statistiques
| Saison | Équipe | G   | AB  | R  | H  | 2B | 3B | HR | RBI | SB | BA   |
| ------ | ------ | --- | --- | -- | -- | -- | -- | -- | --- | -- | ---- |
| 2008   | Texas  | 16  | 47  | 10 | 15 | 5  | 0  | 6  | 17  | 0  | .319 |
| 2009   | Texas  | 60  | 198 | 26 | 43 | 13 | 0  | 6  | 24  | 0  | .217 |
| 2010   | Texas  | 28  | 71  | 10 | 11 | 1  | 0  | 4  | 6   | 0  | .155 |
| Totaux | Totaux | 104 | 316 | 46 | 69 | 19 | 0  | 16 | 47  | 0  | .218 |

Note : G = Matches joués ; AB = Passages au bâton; R = Points ; H = Coups sûrs ; 2B = Doubles ; 3B = Triples ; 
HR = Coup de circuit ; RBI = Points produits ; SB = Buts volés ; BA = Moyenne au bâton.